# Cirkus Miramar
Cirkus Miramar är en popgrupp från Trollhättan som släppte sin första CD 1994. 
Musiken har sina rötter i svensk progg-, punk- och rockmusik med texter på svenska samt musik som spänner över en mängd genrer. 
Flera av gruppmedlemmarna har tidigare spelat tillsammans under namnet Hyacinthuset.

## Medlemmar
- Pär Mauritzson, sång 1993–
- Peter Stalefors, elgitarr 1993–
- Mikael Petersén, elfiol 1993–
- Mikael Gustavsson, trummor 2002–2022

## Diskografi
- Med Socker på Läpparna, CD, 1994
- The Sol unt Vår EP, EP, 1995
- Fjärde maj på månen, CD, 1995
- Popstars ninetysju, EP, 1997
- 14cc Kemiskt, CD, 1999
- Fisk och Skaldjur i Svenska vatten, samlingsalbum, 2001
- Fattiga barn med hjärna, singel, 2002
- The Safety Dance EP, EP, 2003
- Image Guerillaz N:o 1, singel, 2004
- ICI! POLITICO!, CD, 2009
- Je suis Lavin, EP, 2017
- Hur kärlek känns, singel, 2021
- Min Gotiska prinsessa, singel, 2021